# Astragalus endytanthus
Astragalus endytanthus là một loài thực vật có hoa trong họ Đậu. Loài này được Podlech & I.Deml miêu tả khoa học đầu tiên.